# Diadelia bispina
Diadelia bispina là một loài bọ cánh cứng trong họ Cerambycidae.